# Onthophagus morosus
Onthophagus morosus là một loài bọ cánh cứng trong họ Bọ hung (Scarabaeidae).